# 7月24日
7月24日（しちがつにじゅうよっか）は、グレゴリオ暦で年始から205日目（閏年では206日目）にあたり、年末まであと160日ある。

## できごと
- 721年（養老5年6月26日） - 信濃国を分割して諏訪国を設置[1]。
- 757年（天平宝字元年7月4日） - 橘奈良麻呂の乱: 橘奈良麻呂らによる藤原仲麻呂打倒計画が発覚し逮捕。
- 825年（天長2年7月6日） - 桓武天皇の孫・高棟王が臣籍に下り平姓を賜る。桓武平氏の始まり。
- 930年（延長8年6月26日）- 清涼殿落雷事件。清涼殿に落雷して公卿2人が即死し、菅原道真の怨霊との噂が流れる。
- 1216年 - チェンチオ・サヴェッリがローマ教皇ホノリウス3世となる。
- 1411年 - ハーロウの戦い（英語版）
- 1567年 - スコットランド女王メアリーが退位させられ、1歳の長男ジェームズが即位する。
- 1587年（天正15年6月19日） - 豊臣秀吉がバテレン追放令を発令。
- 1847年 - ブリガム・ヤング率いる末日聖徒イエス・キリスト教会の信徒がソルトレイクシティに到着、教会の本拠を置く。

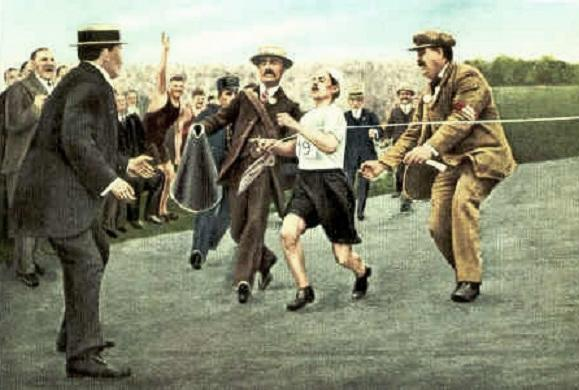
ロンドンオリンピック、ドランドの悲劇(1908)

- 1864年 - 南北戦争: 第二次カーンズタウンの戦いが行われる。
- 1866年 - レコンストラクション: テネシー州がアメリカ連合国諸州ではじめてアメリカ合衆国に復帰した。
- 1907年 - 第三次日韓協約が締結される。
- 1908年 - ロンドンオリンピック: 男子マラソンでドランド・ピエトリが係員の助けを借りて最初にゴールにたどり着いたが失格となり、2着のジョニー・ヘイズが金メダルとなる。
- 1911年 - ハイラム・ビンガム3世がマチュ・ピチュを発見する。
- 1923年 - 希土戦争の講和条約ローザンヌ条約が締結される。
- 1927年 - 小説家芥川龍之介が服毒自殺する。遺著として『或阿呆の一生』などが見つかった。
- 1929年 - 不戦条約（ケロッグ＝ブリアン協定）が発効。
- 1932年 - 全国労農大衆党と社会民衆党が合同して社会大衆党結成。
- 1938年 - フリッツ・カスパレク、ハインリヒ・ハラー、アンデール・ヘックマイヤー、ルートヴィヒ・フェルクの４人の登山家チームがアイガー北壁の初登頂に成功する[2]。
- 1943年 - 第二次世界大戦: ハンブルク空襲が始まる。5万人以上の死者を出した。
- 1945年 - 第二次世界大戦・日本本土空襲: 呉軍港空襲。戦艦日向、空母龍鳳が大破。
- 1945年 - 京城府民館事件起こる。
- 1948年 - 李承晩が初代韓国大統領に就任。
- 1950年 - パンパー8の打ち上げで、ケープカナベラル空軍基地が初めてロケットの打ち上げに使われる。
- 1950年 - レッドパージ: GHQが新聞社に共産党員やその同調者を解雇するよう勧告。
- 1950年 - 日本初の国定公園として琵琶湖国定公園を指定。
- 1958年 - 報道各社が皇太子の結婚相手についての報道を正式発表まで自発的に規制することを決定。
- 1959年 - 第8代ミス・ユニバースに日本人として（アジア人としても）初めて児島明子が選ばれる。スリーサイズは歴代の欧米・南米美女を超える37-23-38インチ（94.0-58.4-96.5cm）。
- 1959年 - 冷戦: モスクワでアメリカ博覧会（英語版）が開幕。展示場のモデルハウスにおいてソ連共産党第一書記のニキータ・フルシチョフと米副大統領のリチャード・ニクソンが資本主義と共産主義の利点についての討論を行う（台所論争）。
- 1964年 - ウッドリバー臨界事故: アメリカ・ロードアイランド州のウラン回収施設で臨界が発生。作業員が450シーベルト以上を被曝して死亡。
- 1965年 - 第二次大戦後初の日本からのサハリン墓参団が出発。
- 1967年 - ケベック独立運動: モントリオール万博のためカナダを訪問していたフランス大統領シャルル・ド・ゴールが、「自由ケベック万歳!」の演説を行う。
- 1967年 - 南海本線箱作駅構内で、貨物列車と和歌山市行き急行列車が衝突。93名重軽傷[3]。
- 1969年 - 史上はじめて月面着陸に成功したアメリカの有人宇宙船アポロ11号が地球に帰還[4]。
- 1972年 - 四日市ぜんそく訴訟で津地方裁判所が原告勝訴の判決を下す[5]。
- 1974年 - 北の湖が史上最年少（21歳2か月）で第55代横綱昇進。
- 1974年 - ウォーターゲート事件: アメリカ最高裁が、ニクソン大統領と首席補佐官が事件対策を話しあう様子が収められた録音テープの引渡しを大統領側に命じる判決を出す。
- 1974年 - ギリシャ軍事政権崩壊後、コンスタンディノス・カラマンリスが緊急政府の首相としてアテネに召還される[6]。
- 1977年 - リビア・エジプト戦争（英語版）が4日間で終結。
- 1983年 - パインタール事件。メジャーリーグベースボール（MLB）のニューヨーク・ヤンキース対カンザスシティ・ロイヤルズ戦で、ロイヤルズのジョージ・ブレットが最終回に逆転本塁打を放ったところでヤンキース側が本塁打は無効として抗議。裁判にまで発展し、8月18日に試合が再開される。
- 1985年 - 熊本県上益城郡甲佐町で熊本母娘殺害事件が発生。加害者の男は1962年に元妻の母（義母）を殺害したとして尊属殺人罪で無期懲役刑に処されたが、その仮釈放中に元妻の親族たちへの逆恨みから犯行に及んだ。
- 1987年 - イラン・イラク戦争: 米軍によるクウェートのタンカー護衛がはじまる（アーネスト・ウィル作戦）。
- 1989年 - 首相の宇野宗佑が、参院選惨敗と自身の女性問題により退陣を表明。
- 1989年 - 北海道旭岳にて倒木で作られたSOSの文字が発見される（SOS遭難事件）。
- 2001年 - 元ブルガリア王シメオン・サクスコブルクゴツキ（シメオン2世）がブルガリア首相に就任する。
- 2001年 - スリランカ内戦: バンダラナイケ国際空港襲撃事件。タミル・イーラム解放のトラ（LTTE）がスリランカ空軍の基地とそれに隣接するバンダラナイケ国際空港を襲撃。
- 2002年 - 自民党有志（例外的に夫婦の別姓を実現させる会）、家裁の許可を要件とする例外的夫婦別氏制度（いわゆる家裁許可制）の民法改正案を自民党法務部会に提出。
- 2005年 - ランス・アームストロングがツール・ド・フランス7連覇を達成（後にドーピングが発覚して優勝取消）。
- 2007年 - リビアのエイズ感染事件: リビア政府により死刑から終身刑に減刑されブルガリア政府に引渡されたブルガリアの6人の医療従事者が帰国。ブルガリア政府はすぐに恩赦を実施。
- 2008年 - 岩手県沿岸北部地震が発生。青森県八戸市などで最大震度6弱を観測[7]。
- 2010年 - 石川県珠洲市が地上波アナログテレビ放送を中止し、地上波デジタル放送に完全移行[8]。
- 2010年 - フィリピン、ミンダナオ島でマグニチュード7クラスの深発地震が3回発生[9]。
- 2011年 - 東日本大震災で大きな被害を受けた福島県、宮城県、岩手県を除く日本の44都道府県で地上波のアナログテレビ放送とアナログBS放送が終了[10]。
- 2012年 - 日本で、この日までに移動体通信（携帯電話等）用800MHz帯の再編を完了[11]。
- 2013年 - サンティアゴ・デ・コンポステーラ列車脱線事故: スペインで、マドリードからフェロルに向かっていた列車が脱線転覆し、79人が死亡[12]。
- 2014年 - アルジェリア航空5017便墜落事故が発生[13]。
- 2020年 - 体育の日がスポーツの日に改名し、この年のみこの日に移動する[14]。

## 誕生日
- 1190年 - 耶律楚材、モンゴル帝国の重臣（+ 1244年）
- 1649年（慶安2年6月15日） - 阿部正武、忍藩主（+ 1704年）
- 1667年（寛文7年6月4日）- 近衛家熙、江戸時代中期の公家（+ 1736年）
- 1759年 - ヴィットーリオ・エマヌエーレ1世、サルデーニャ王（+ 1824年）
- 1783年 - シモン・ボリバル、政治家（+ 1830年）
- 1802年 - アレクサンドル・デュマ（父）、小説家（+ 1870年）
- 1803年 - アドルフ・アダン、作曲家（+ 1856年）
- 1813年 - アドルフ、ルクセンブルク大公（+ 1905年）
- 1820年（文政3年6月15日） - 浜口梧陵、実業家、社会事業家（+ 1885年）
- 1856年 - エミール・ピカール、数学者（+ 1941年）
- 1857年（安政4年6月4日） - 後藤新平、政治家（+ 1929年）
- 1857年 - ヘンリク・ポントピダン、小説家（+ 1943年）
- 1860年 - アルフォンス・ミュシャ、グラフィックデザイナー（+ 1939年）
- 1860年（万延元年6月7日） - 梅謙次郎、法学者、法政大学初代総理（総長）（+ 1910年）
- 1863年 - トミー・マッカーシー、元プロ野球選手（+ 1922年）
- 1864年 - フランク・ヴェーデキント、劇作家（+ 1918年）
- 1864年 - ジャック・クレメンツ、元プロ野球選手（+ 1941年）
- 1866年（慶応2年6月13日） - 金子直吉、実業家（+ 1944年）
- 1869年（明治2年6月16日） - 東儀鉄笛、雅楽家、作曲家、俳優（+ 1925年）
- 1873年 - 中島久万吉、実業家（+ 1940年）
- 1876年 - ジーン・ウェブスター、小説家（+ 1916年）
- 1878年 - ロード・ダンセイニ、作家（+ 1957年）
- 1880年 - エルネスト・ブロッホ、作曲家（+ 1959年）
- 1881年 - 大谷米太郎、実業家（+ 1968年）
- 1883年 - クラウス・プリングスハイム、音楽家（+ 1972年）
- 1884年 - 徳川好敏、軍人、飛行家（+ 1963年）
- 1886年 - 谷崎潤一郎、小説家（+ 1965年）
- 1894年 - マグダ・ユーリン、フィギュアスケート選手（+ 1990年）
- 1895年 - ロバート・グレーヴス、詩人、小説家（+ 1985年）
- 1897年 - アメリア・イアハート、航空パイロット（+ 1937年?）
- 1900年 - ゼルダ・フィッツジェラルド、作家（+ 1948年）
- 1901年 - 中村草田男、俳人（+ 1983年）
- 1902年 - 鏑木政岐、天文学者（+ 1987年）
- 1904年 - 平塚武二、児童文学者（+ 1971年）
- 1909年 - ジョージ・セーリング、陸上競技選手（+ 1933年）
- 1910年 - 阿部九洲男、俳優（+ 1965年）
- 1914年 - 有村家斉、元プロ野球選手（+ 1997年）
- 1915年 - 吉田猪佐喜、元プロ野球選手（+ 1982年）
- 1917年 - 磯部俶、作曲家、指揮者（+ 1998年）
- 1918年 - ルッジェーロ・リッチ、ヴァイオリニスト（+ 2012年）
- 1919年 - フェルディナント・キュプラー、自転車競技選手（+ 2016年）
- 1921年 - ジュゼッペ・ディ・ステファーノ、テノール歌手（+ 2008年）
- 1922年 - 石丸進一、プロ野球選手（+ 1945年）
- 1922年 - 藤井道夫、元プロ野球選手（+ 2007年）
- 1923年 - 柳家小せん (4代目)、落語家（+ 2006年）
- 1924年 - 大中恩、作曲家（+ 2018年）
- 1927年 - アレックス・カッツ、画家
- 1928年 - 矢島信男、特撮監督（+ 2019年）
- 1929年 - 小黒八七郎、医師、内科学者（+ 1997年）
- 1930年 - 雨森雅司、声優、俳優（+ 1984年）
- 1930年 - ジャンニ・クレリッチ、テニスジャーナリスト（+ 2022年）
- 1931年 - エルマンノ・オルミ、映画監督（+ 2018年）
- 1932年 - 長沢工、天文学者（+ 2019年）
- 1933年 - 白崎泰夫、元プロ野球選手（+ 2019年）
- 1936年 - 石井一二、政治家
- 1936年 - マイク・ソロムコ、元プロ野球選手
- 1940年 - 一枝修平、元プロ野球選手
- 1942年 - クリス・サランドン、俳優
- 1942年 - 神弘無、声優、俳優（+ 1990年）
- 1945年 - 高田繁、元プロ野球選手、監督
- 1945年 - 照屋寛徳、政治家、弁護士（+ 2022年）
- 1946年 - 河野裕子、歌人（+ 2010年）
- 1947年 - 木森敏之、作曲家（+ 1988年）
- 1947年 - 井上義久、政治家
- 1947年 - ピーター・ゼルキン、ピアニスト（+ 2020年）
- 1948年 - 青池保子、漫画家
- 1949年 - 吉田誠、元プロ野球選手
- 1951年 - 松島英雄、元プロ野球選手
- 1952年 - ガス・ヴァン・サント、映画監督
- 1954年 - 酒井ゆきえ、タレント
- 1955年 - 梅津秀行、声優（+ 2024年）
- 1956年 - 松沼雅之、元プロ野球選手
- 1957年 - 島貫省一、元プロ野球選手
- 1957年 - 伊戸のりお、作曲家
- 1957年 - 大原徹也、元プロ野球選手
- 1958年 - ミック・カーン、ベーシスト（+ 2011年）
- 1959年 - 原恵一、アニメーション監督
- 1960年 - 青山暁、政治家
- 1960年 - 鈴木輝一郎、小説家
- 1960年 - 中丸三千繪、オペラ歌手
- 1960年 - パンツェッタ貴久子、料理研究家
- 1961年 - 北爪宏幸、アニメーター、漫画家
- 1961年 - 今川泰宏、アニメーション監督
- 1962年 - 久保田利伸、歌手
- 1963年 - 河合奈保子、歌手、女優
- 1963年 - カール・マローン、バスケットボール選手
- 1964年 - 吉本ばなな、小説家
- 1964年 - バリー・ボンズ、元プロ野球選手
- 1965年 - オリヴィエ・ピィ、劇作家、演出家、映画監督、俳優
- 1965年 - ダグ・リーマン、映画監督
- 1965年 - 伊藤ひろみ、女優
- 1966年 - 植草克秀、歌手、俳優（元少年隊）
- 1966年 - マーティン・キーオン、サッカー選手
- 1967年 - 福原直英、アナウンサー
- 1968年 - クリスティン・チェノウェス、歌手、女優
- 1968年 - 内藤尚行、元プロ野球選手
- 1968年 - 大村慎次、元プロ野球選手
- 1969年 - ジェニファー・ロペス、歌手、女優
- 1969年 - 種子、女優
- 1970年 - 梶山義彦、元野球選手
- 1970年 - 兵動大樹、お笑いタレント（矢野・兵動）
- 1971年 - 坂本昌行、ミュージカル俳優、歌手（元V6、20th Century）
- 1971年 - 中村哲治、政治家
- 1971年 - ディノ・バッジョ、元サッカー選手
- 1972年 - 魁皇博之、元大相撲力士、年寄15代浅香山
- 1972年 - 彦坂啓介、俳優、ポーカープレイヤー
- 1972年 - 横尾要、プロゴルファー
- 1973年 - 中村紀洋、元プロ野球選手
- 1973年 - フェリックス・ペルドモ、元プロ野球選手
- 1974年 - you、ミュージシャン
- 1974年 - 菅野志桜里、政治家、弁護士
- 1974年 - 中村壽博、アマチュア野球指導者
- 1974年 - 三浦淳宏、元サッカー選手
- 1974年 - 岡里明美、バスケットボール選手
- 1975年 - 福山正和、プロスノーボーダー、ファッションモデル
- 1976年 - 小関竜也、元プロ野球選手
- 1976年 - 須藤理彩、女優
- 1976年 - 蔣澎龍、卓球選手
- 1976年 - Poko、漫画家
- 1977年 - メフディ・マハダヴィキア、元サッカー選手、指導者
- 1978年 - 相沢紗世、ファッションモデル
- 1979年 - ホセ・バルベルデ、プロ野球選手
- 1979年 - リーカ・レトネン、バレーボール選手
- 1979年 - ライアン・スパイアー、元プロ野球選手
- 1979年 - ローズ・バーン、女優
- 1980年 - 森勇介、元サッカー選手
- 1980年 - 北村宏司、騎手
- 1980年 - ウィルフレッド・ブンゲイ、陸上競技選手
- 1980年 - 四ツ車大八、元大相撲力士
- 1981年 - サマー・グロー、女優
- 1981年 - 佐藤零郎[15]、映画監督
- 1981年 - 野村宏之、元プロ野球選手
- 1981年 - ナジブ・ブケレ、政治家、実業家
- 1982年 - さがゆりこ、タレント、元ミス日本
- 1982年 - アンナ・パキン、女優
- 1982年 - 浅倉一男、歌手、俳優
- 1982年 - デビッド・ペイン、陸上競技選手
- 1983年 - 水川あさみ、女優
- 1983年 - 相原勝幸、元プロ野球選手
- 1983年 - ギルダー・ロドリゲス、プロ野球選手
- 1983年 - ダニエレ・デ・ロッシ、サッカー選手
- 1984年 - hiroko、ミュージシャン（mihimaru GT）
- 1984年 - 片山千恵子、NHKアナウンサー
- 1984年 - ダニエル・ヴェンデ、フィギュアスケート選手
- 1984年 - 末野卓磨、俳優
- 1985年 - 金森敬之、元プロ野球選手
- 1985年 - 渡辺知夏子、ファッションモデル
- 1985年 - デニス・レウシン、フィギュアスケート選手
- 1985年 - 坂倉心悟、ミュージシャン（NICO Touches the Walls）
- 1985年 - 栗原寿、ミュージシャン（back number）
- 1986年 - 右代啓祐、陸上競技選手
- 1986年 - MAIKO、ミュージシャン
- 1986年 - 塩澤英真、俳優
- 1986年 - アンドレイ・ルータイ、フィギュアスケート選手
- 1986年 - 尹錫ミン、元プロ野球選手
- 1986年 - スコット・バンスライク、プロ野球選手
- 1986年 - 酒井菜摘、政治家
- 1987年 - 村上祐基、元プロ野球選手
- 1987年 - かみちぃ、お笑いタレント（ジェラードン）
- 1988年 - 伊藤翔、サッカー選手
- 1988年 - ハン・スンヨン、歌手（KARA）
- 1989年 - ハドフォルド・カテリネ、フィギュアスケート選手
- 1989年 - 尾崎裕哉、シンガーソングライター
- 1989年 - 大家彩香、アナウンサー
- 1989年 - 大津広次、お笑いタレント（きつね）
- 1990年 - 三中元克、お笑いタレント
- 1990年 - 加藤瑠美、元モデル（元9nine）
- 1990年 - 沼田圭悟、サッカー選手
- 1990年 - デイヴィ・チェイス、女優
- 1991年 - 佐伯千夏、元野球選手
- 1991年 - 松田力、プロサッカー選手
- 1991年 - 松田陸、プロサッカー選手
- 1991年 - 庄司壽之、ラグビー選手
- 1991年 - 小島絢野、元バレーボール選手
- 1992年 - 榎本葵、元プロ野球選手
- 1992年 - 伊藤昌弘、声優、歌手
- 1992年 - 中島早也佳、アナウンサー
- 1992年 - 芦野翔斗、プロサッカー選手
- 1993年 - 岡田万里奈、元歌手（元LoVendoЯ）、釣り人、YouTuber
- 1993年 - 涌井秀人、サッカー指導者
- 1993年 - とーや、YouTuber
- 1994年 - 中山拓哉、バスケットボール選手
- 1994年 - ニシダ、お笑いタレント（ラランド）
- 1995年 - 明生力、大相撲力士
- 1995年 - テオくん、YouTuber、歌手（スカイピース）
- 1995年 - 中村祐紀、陸上選手
- 1995年 - 田中幸奈、サッカー選手
- 1995年 - 江畑丈夫、柔道選手
- 1995年 - 佐々木聖花、ソフトテニス選手
- 1995年 - ケリン・アコスタ、プロサッカー選手
- 1995年 - 住本結花、元アナウンサー
- 1995年 - 斎藤大、シンガーソングライター、編曲家、ギタリスト
- 1995年 - ダウォン、歌手（SF9）
- 1996年 - 宮本秀明、元プロ野球選手
- 1996年 - 山﨑加奈、アナウンサー
- 1997年 - エムレ・モル、サッカー選手
- 1997年 - こばしり。、YouTuber
- 1998年 - 高橋彩華、ゴルファー
- 1999年 - 中川梨来、歌手（元Jewel☆Neige、元愛乙女☆DOLL）
- 1999年 - 露口祐斗、俳優
- 2001年 - 夏目ハル、VRアイドル（えのぐ）
- 2001年 - 中村龍雅、プロサッカー選手
- 2001年 - 木原美空、歌手（元絶対直球女子!プレイボールズ）
- 2002年 - 稲葉ともか、プロレスラー
- 2003年 - 小谷皐月、モデル（元劇団4ドル50セント）
- 2003年 - 北村來嶺彩、歌手
- 2003年 - 岩本総司、ラグビー選手
- 2004年 - ジョンミン、歌手（NCT）
- 生年不詳 - 稲垣好、声優

## 忌日

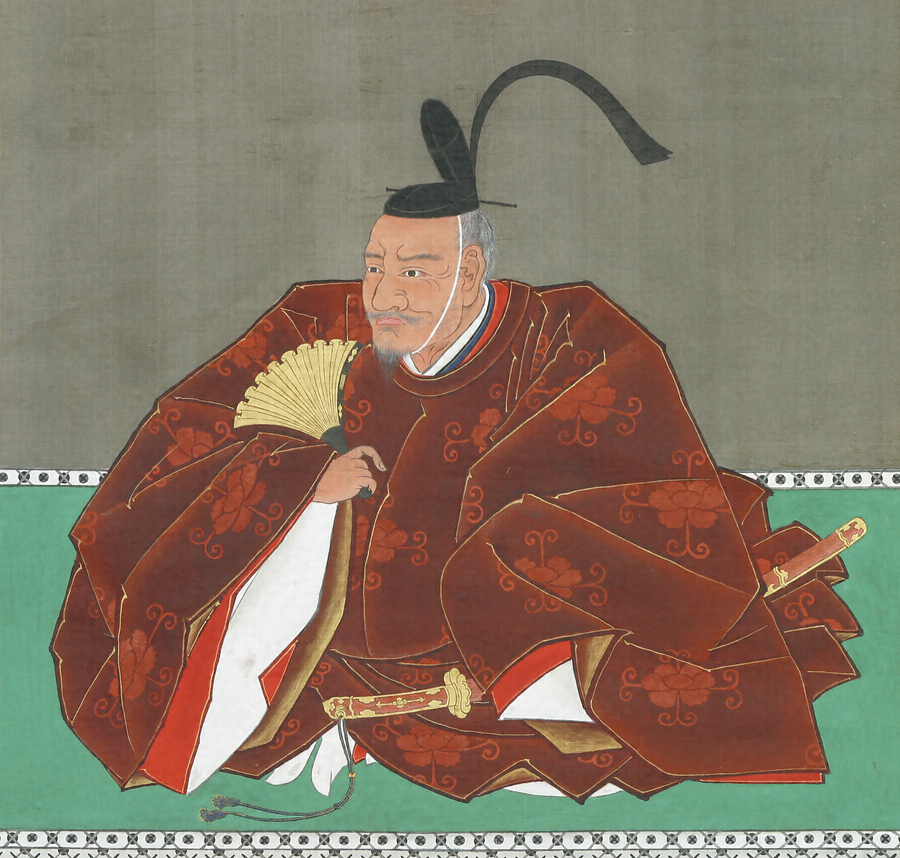
戦国武将鍋島直茂(1538-1618)没。

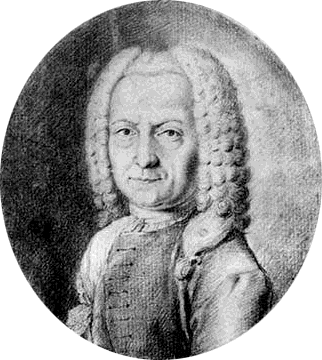
作曲家ベネデット・マルチェッロ(1686-1739)没。

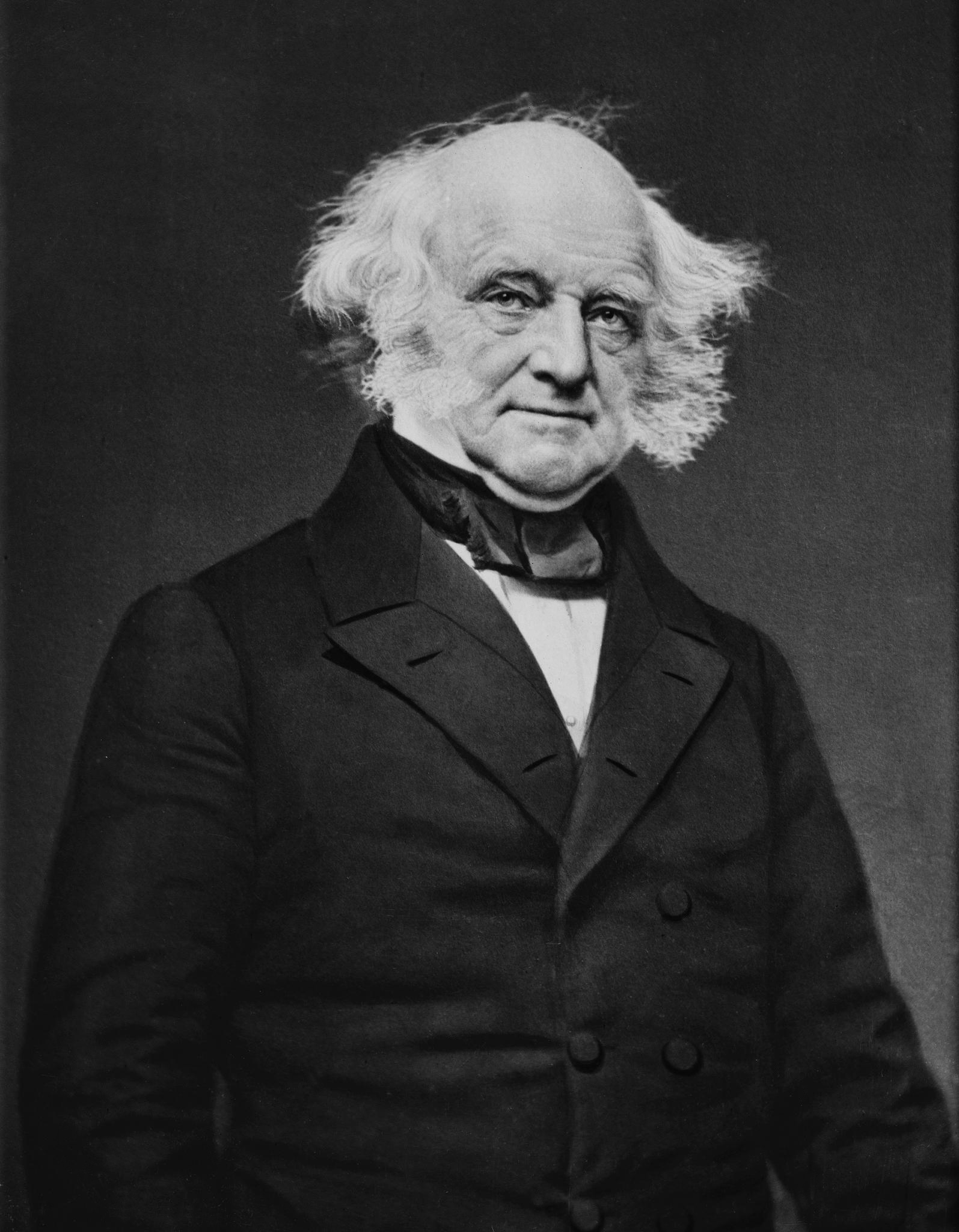
アメリカ合衆国第8代大統領マーティン・ヴァン・ビューレン(1782-1862)没。

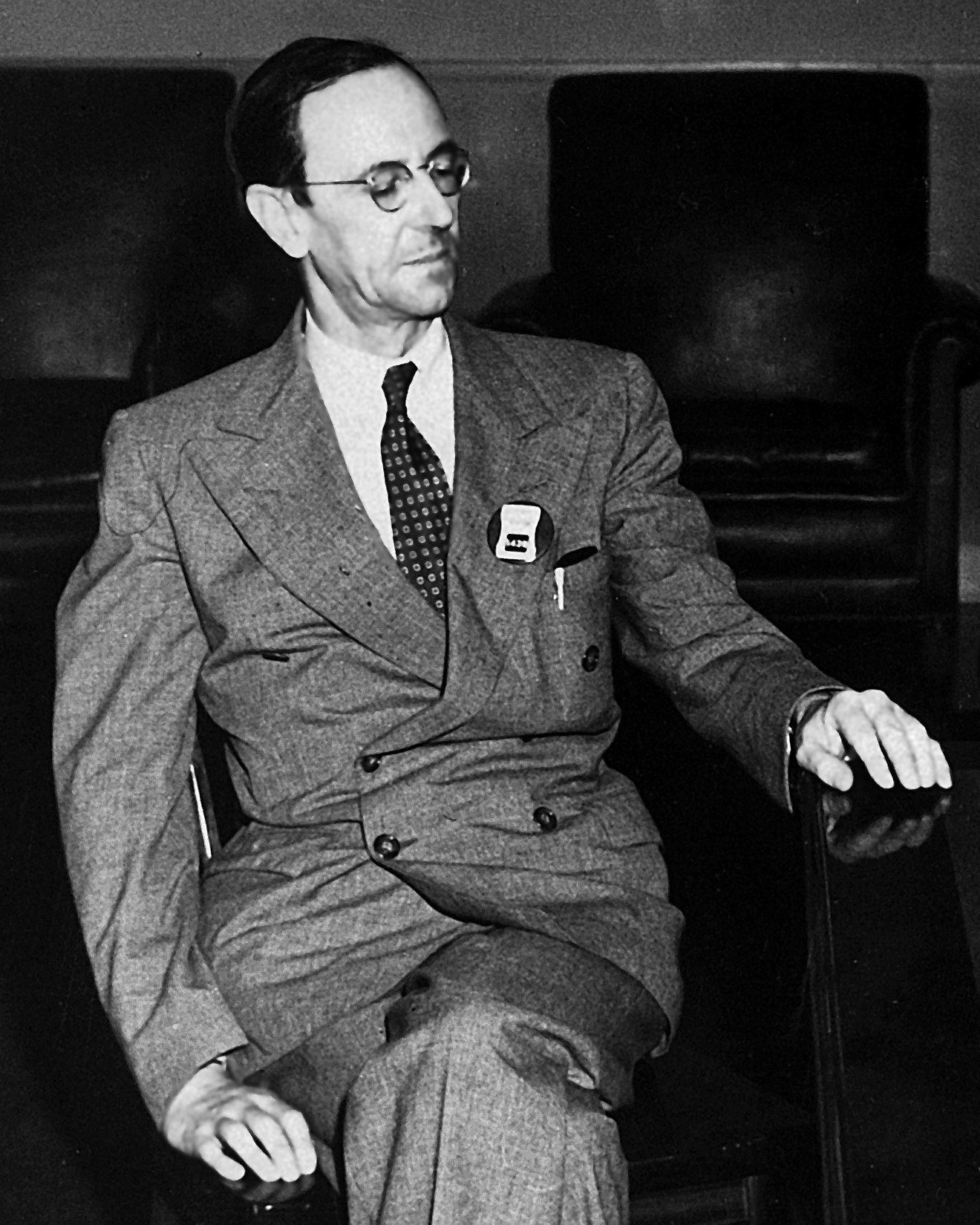
物理学者ジェームズ・チャドウィック(1891-1974)没。中性子を発見した。

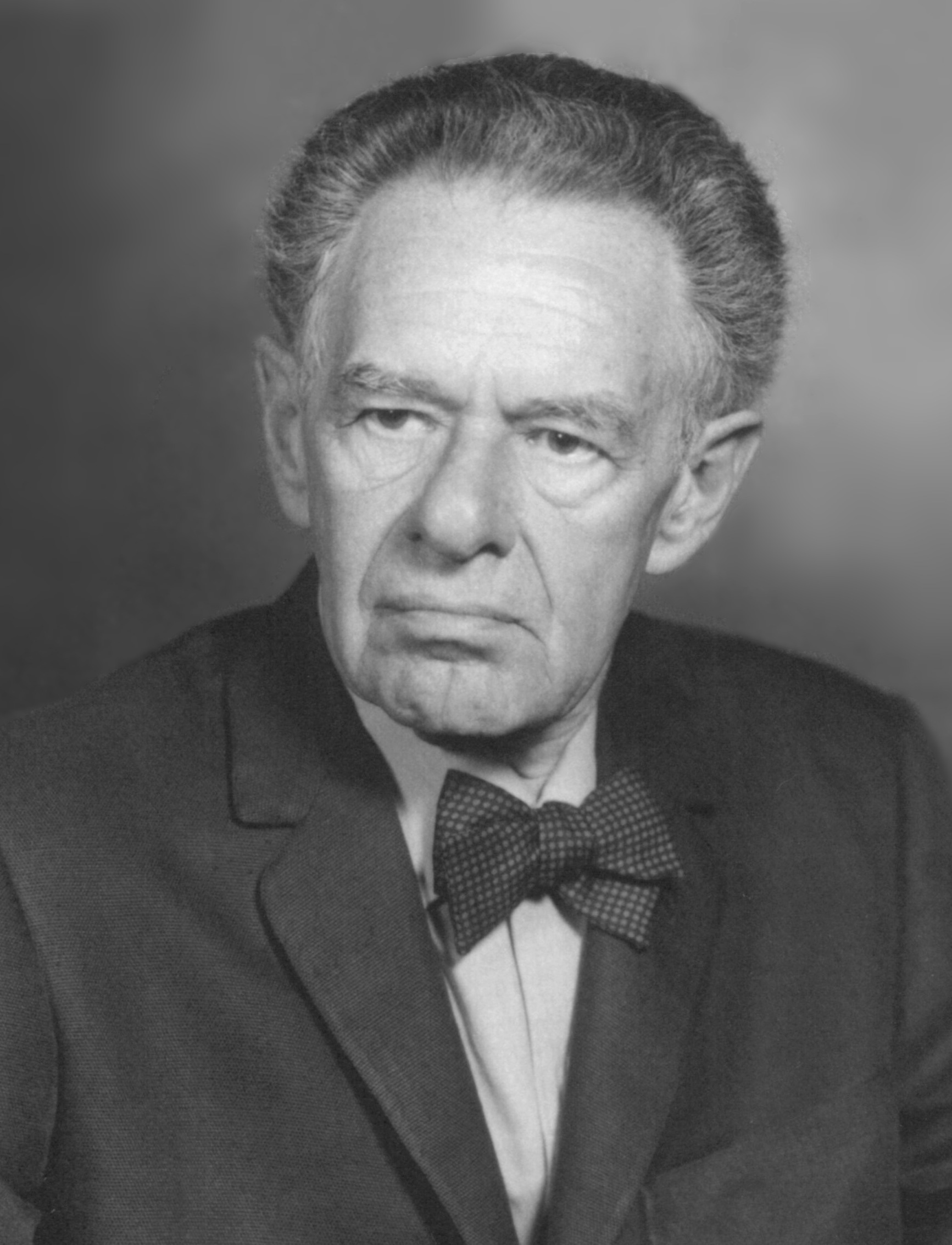
生化学者フリッツ・アルベルト・リップマン(1899-1986)没。補酵素Aを発見した。

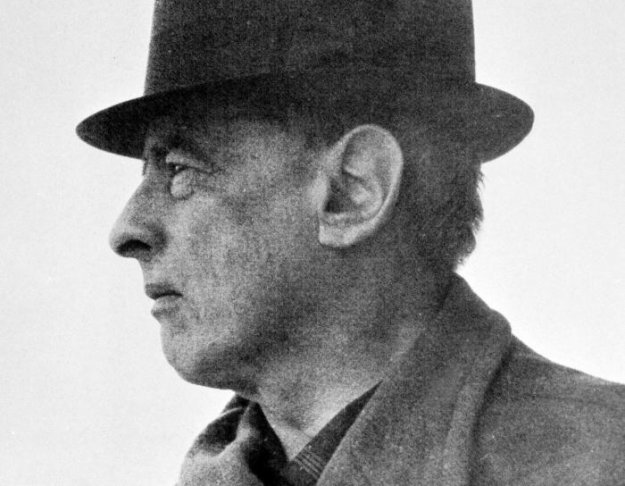
作家ヴィトルド・ゴンブローヴィッチ(1904-1969)没。

慈善家、環境活動家、小説家犬養道子(1921-2017)没。

### 人物
- 946年 - ムハンマド・ブン・トゥグジュ、イフシード朝の創始者（* 882年）
- 1115年 - マティルデ・ディ・カノッサ、トスカーナ女伯（* 1046年頃）
- 1129年（大治4年7月7日） - 白河天皇、第72代天皇（* 1053年）
- 1568年 - カルロス（ドン・カルロ）、アストゥリアス公（* 1545年）
- 1589年（天正17年6月12日） - 上井覚兼、戦国時代の島津氏家臣（* 1545年）
- 1618年（元和4年6月3日） - 鍋島直茂、戦国武将（* 1538年）
- 1739年 - ベネデット・マルチェッロ、作曲家（* 1686年）
- 1748年（延享5年6月29日） - 牧野忠敬、第6代越後長岡藩主（* 1729年）
- 1755年（宝暦5年6月16日） - 島津重年、第7代薩摩藩主（* 1729年）
- 1770年（明和7年閏6月2日） - 藤堂高悠、第8代津藩主（* 1751年）
- 1826年（文政9年6月8日） - 阿部正精、江戸幕府老中・第5代備後福山藩主（* 1775年）
- 1838年 - フレデリック・キュヴィエ、動物学者（* 1773年）
- 1852年（嘉永5年6月8日） - 真田幸貫、江戸幕府老中・第8代松代藩主（* 1791年）
- 1856年（安政3年6月23日） - 喜多村信節、国学者（* 1783年）
- 1862年 - マーティン・ヴァン・ビューレン、第8代アメリカ合衆国大統領（* 1782年）
- 1910年 - アルヒープ・クインジ、画家（* 1842年）
- 1924年 - ジェームズ・セス、哲学者（* 1860年）
- 1927年 - 芥川龍之介、小説家（* 1892年）
- 1932年 - 日高壮之丞、日本海軍の大将（* 1848年）
- 1933年 - マックス・フォン・シリングス、作曲家、指揮者（* 1868年）
- 1934年 - ハンス・ハーン、数学者（* 1879年）
- 1936年 - ゲオルク・ミヒャエリス、ドイツ国首相（* 1857年）
- 1952年 - リカルト・ヨハンソン、フィギュアスケート選手（* 1882年）
- 1956年 - 谷三三五、陸上競技選手（* 1894年）
- 1957年 - サシャ・ギトリ、劇作家、映画監督（* 1885年）
- 1968年 - 山口保治、作曲家（* 1901年）
- 1969年 - ヴィトルド・ゴンブローヴィッチ、小説家、劇作家（* 1904年）
- 1969年 - ケン・オバーリン、プロボクサー（* 1910年）
- 1971年 - アラン・ロースソーン、作曲家（* 1905年）
- 1974年 - ジェームズ・チャドウィック、物理学者（* 1891年）
- 1979年 - 天津敏、俳優（* 1921年）
- 1980年 - ピーター・セラーズ、コメディアン、喜劇俳優（* 1925年）
- 1985年 - たこ八郎、プロボクサー、コメディアン（* 1940年）
- 1986年 - フリッツ・アルベルト・リップマン、生化学者（* 1899年）
- 1986年 - 鶴田義行、水泳選手（* 1903年）
- 1989年 - 宇多川勝太郎、大相撲力士（* 1939年）
- 1991年 - アイザック・バシェヴィス・シンガー、小説家（* 1902年）
- 1992年 - アルレッティ、女優、歌手（* 1898年）
- 1994年 - 橋本宇太郎、囲碁棋士（* 1907年）
- 1995年 - ジョージ・ロジャー、写真家（* 1908年）
- 1997年 - ソウ・マウン、ミャンマーの指導者（* 1928年）
- 1999年 - 法眼晋作、外交官（* 1910年）
- 2000年 - オスカー・シュムスキー、ヴァイオリニスト（* 1917年）
- 2001年 - 円谷浩、俳優（* 1964年）
- 2002年 - 亀谷了、生物学者、医師（* 1909年）
- 2003年 - 黒田了一、大阪府知事、法学者（* 1911年）
- 2003年 - 岩田暁美、スポーツ記者（* 1961年）
- 2005年 - 春田正治、教育学者、教育者、元和光学園理事長（* 1916年）
- 2006年 - ハインリヒ・ホルライザー、指揮者（* 1913年）
- 2006年 - 堀井数男、元プロ野球選手（* 1923年）
- 2007年 - アルバート・エリス、臨床心理学者（* 1913年）
- 2008年 - ノーマン・デロ＝ジョイオ、作曲家（* 1913年）
- 2008年 - 都城秋穂、地質学者（* 1920年）
- 2008年 - ランディ・パウシュ、コンピュータ科学者、カーネギーメロン大学終身教授（* 1960年）
- 2009年 - フランシスク・コロン、政治家、元リヨン市長（* 1910年）
- 2009年 - 鈴木完一郎、演出家（* 1948年）
- 2010年 - 森毅、数学者、エッセイスト、、京都大学名誉教授（* 1928年）
- 2011年 - 増岡博之、実業家、政治家、第64代厚生大臣（* 1923年）
- 2012年 - 岡本道雄、脳神経解剖学医学者、京都大学第19代総長（* 1913年）
- 2012年 - 市倉宏祐、哲学者、現代フランス哲学研究者、専修大学名誉教授（* 1921年）
- 2012年 - ジョン・アッタ・ミルズ、政治家、第四共和政ガーナ第3代大統領（* 1944年）
- 2013年 - 松田隆智、中国武術研究家（* 1938年）
- 2014年 - 菊地吾郎、医学者、元日本医科大学学長、東北大学名誉教授（* 1920年）
- 2014年 - 大木舜二、映画プロデューサー（* 1932年）
- 2014年 - ペ・イクファン、ヴァイオリニスト（* 1956年）
- 2014年 - ユ・チェヨン、歌手、女優（* 1973年）
- 2015年 - 河野一英、会計士、大東文化大学名誉教授、元センチュリー監査法人（現EY新日本有限責任監査法人）会長（* 1920年）
- 2015年 - 塚本勝一、陸軍軍人、陸上自衛官（* 1921年）
- 2015年 - 近藤鎮雄、実業家、元大阪商船三井船舶（現商船三井）社長（* 1921年）
- 2016年 - 近藤富枝、ノンフィクション作家（* 1922年）
- 2016年 - マーニ・ニクソン、オペラ歌手（* 1930年）
- 2017年 - 犬養道子、評論家（* 1921年）
- 2017年 - 魚谷増男、警察官僚、法学者、元愛媛県警察本部長、平成国際大学名誉教授（* 1927年）
- 2017年 - 十三代目黒田正玄、工芸家、千家十職竹細工柄杓師十三代（* 1936年）
- 2017年 - 山川啓介、作詞家（* 1944年）
- 2017年 - 増尾昭一、アニメーター、演出家（* 1960年）
- 2018年 - 青木正直、経済学者、カリフォルニア大学ロサンゼルス校（UCLA）名誉教授（* 1931年）
- 2019年 - ハルトムート・クルーク、作曲家、指揮者（* 1928年）
- 2019年 - 寺尾睦男、実業家、元ライオン副社長、元公共広告機構（現ACジャパン）理事長（* 1929年）
- 2019年 - 原良馬、競馬ジャーナリスト、俳優（* 1933年）
- 2019年 - 飯倉照平、中国文学者、東京都立大学名誉教授（* 1934年）
- 2020年 - レジス・フィルビン、歌手、コメディアン、俳優（* 1931年）
- 2020年 - ベンジャミン・ウィリアム・ムカパ、政治家、第3代タンザニア大統領（* 1938年）
- 2021年 - ジャッキー・メイソン、スタンダップコメディアン（* 1928年）
- 2021年 - ロドニー・アルカラ、連続殺人犯（* 1943年）
- 2021年 - 菅敏幸、化学者（* 1964年）
- 2022年 - 長島孝一、建築家（* 1936年）
- 2022年 - デビッド・ワーナー、俳優（* 1941年）
- 2023年 - チャールズ・マイスナー、物理学者（* 1932年）
- 2023年 - 森村誠一、小説家（* 1933年）
- 2023年 - エイドリアン・ストリート、プロレスラー（* 1940年）
- 2023年 - トレヴァー・フランシス、サッカー選手、指導者（* 1954年）
- 2023年 - ジョージ・アレガイアー、ジャーナリスト、BBCニュースキャスター（* 1955年）
- 2023年 - 三浦貴、元プロ野球選手（* 1978年）
- 2024年 - レオ・バーク、プロレスラー（* 1948年）
- 2024年 - 本山和夫、実業家、元アサヒ飲料社長（* 1950年）
- 2024年 - 松山澄寛、銀行家、元鹿児島銀行頭取、元九州フィナンシャルグループ会長（* 1955年）
- 2024年 - スーザン・ケイグル、ストリートユージシャン、シンガーソングライター（* 1980年）
- 2025年 - 新盛辰雄、政治家、衆議院議員（* 1926年）
- 2025年 - 五代富文、宇宙工学者（* 1932年）
- 2025年 - トミー・マクレイン、スワンプ・ポップ・ミュージシャン（* 1940年）
- 2025年 - ハルク・ホーガン、プロレスラー（* 1953年）[16]

### 人物以外（動物など）
- 2023年 - ソラ、東山動植物園のライオン（* 2012年）

## 記念日・年中行事

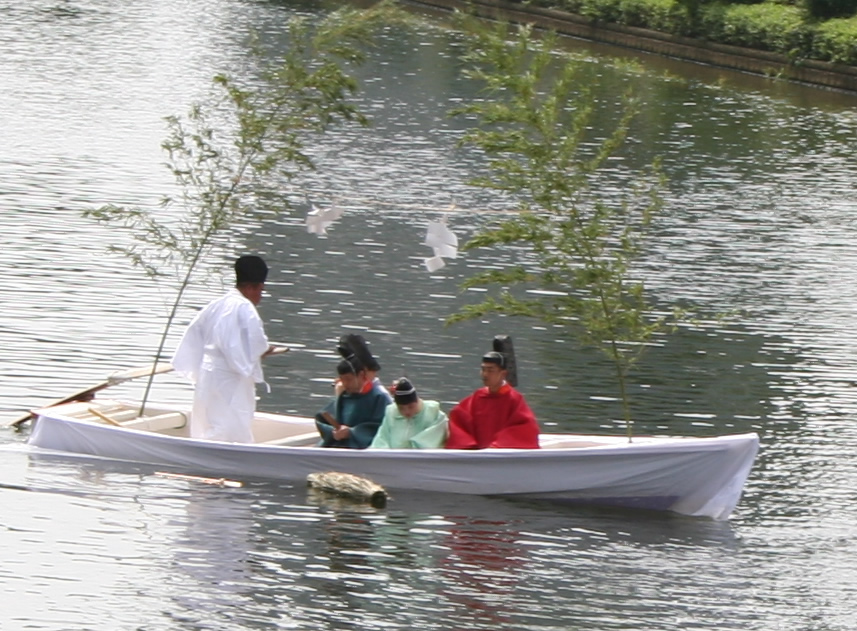
天神祭の宵宮。画像は「鉾流神事」

- シモン・ボリバル・デー（ エクアドル、 ベネズエラ）
南米の独立運動を指導したシモン・ボリバルの誕生日。
- パイオニア・デー（英語版）（ アメリカ合衆国 ユタ州）
ブリガム・ヤングに率いられた最初のモルモン開拓者が入植した日。州の公定祝日。
- 国際セルフケアデー (International Self-Care Day)
国際セルフケア財団が2011年に制定。日付は、週7日・1日24時間から。国連の国際デーには未承認。
- 卒業アルバムの日（ 日本）
「1年に1度は卒業アルバムを見て懐かしもう」という主旨で「な（7）つ（2）かしい（4）」の語呂合わせによる。卒業アルバムを制作する印刷会社ダイコロと文化放送のラジオ番組『秋元真夏 卒業アルバムに１人はいそうな人を探すラジオ サンデー（現・秋元真夏 卒アルラジオ）』が共同で日本記念日協会に申請、2023年3月5日に認定された[17][18]。
- スポーツアロマの日（ 日本）
特定非営利活動法人日本スポーツアロマトレーナー協会が制定。スポーツアロママッサージを通して、スポーツケアの大切さを普及させるのが目的。日付は、延期になったが2020年7月24日に予定されていた「東京オリンピック」閉幕日から[19]。
- セルフメディケーションの日（ 日本）
日本OTC医薬品協会が制定[20]。セルフメディケーションとは自己判断可能な軽い症状を自らOTC医薬品を使って手当てすることで、その意識と行動を多くの人に促すのが目的。日付は、この取組は1日24時間、1週間では毎日7日間行うことから。
- 劇画の日（ 日本）
1964年のこの日、青林堂が劇画雑誌『ガロ』を創刊した。白土三平の『カムイ伝』を始め、水木しげる、つげ義春らが登場し、大人向けの劇画ブームの拠点になった。
- 河童忌（ 日本）
芥川龍之介の命日。本人が生前好んで河童の絵を描いたことと自身の作品（小説）にも『河童』があるから「河童忌」と呼ばれる[21]。
- 清正公御正当大祭（ 日本）
加藤清正が永禄5年6月24日（新暦1562年7月25日）、愛知県名古屋市中村で生まれたことを記念する祭事。加藤清正の誕生日を新暦に直したこの日、『清正公御正当大祭』が催される。また、毎月24日には清正公例祭が執り行なわれている。正悦山妙行寺は清正の生誕の地であり、清正公誕生の地碑、加藤肥後候旧里碑、加藤清正公像が立つ。
- 地蔵盆（ 日本）
盆の期間に近い地蔵菩薩の縁日。旧暦7月24日に実施されていた行事で、現在では月遅れで新暦8月24日前後に行われることが多い。
- 天神祭宵宮（ 日本）
大阪市大阪天満宮の天神祭は、京都の祇園祭、東京の神田祭とともに日本三大祭りの一つに数えられる祭事で、期間は6月下旬吉日から7月25日の約1か月間。 7月25日の本宮の夜の前日である24日は「宵宮祭」とされ、鉾流神事・催太鼓・獅子舞氏地巡行などが催される。
- 祇園祭山鉾巡行 後祭（あとのまつり）（ 日本）
5 - 8階建てのビルの高さほどもある山鉾が通りをゆく巡行で、祇園祭のハイライト。前祭（さきのまつり）は7月17日に、後祭は24日に行われる。1965年以前と2014年以降、後祭をこの日に行われている。